# Galgenweel
Het Galgenweel is het grootste semi-natuurlijk brakwatermeer in Vlaanderen. Het is gelegen op Linkeroever in Antwerpen.

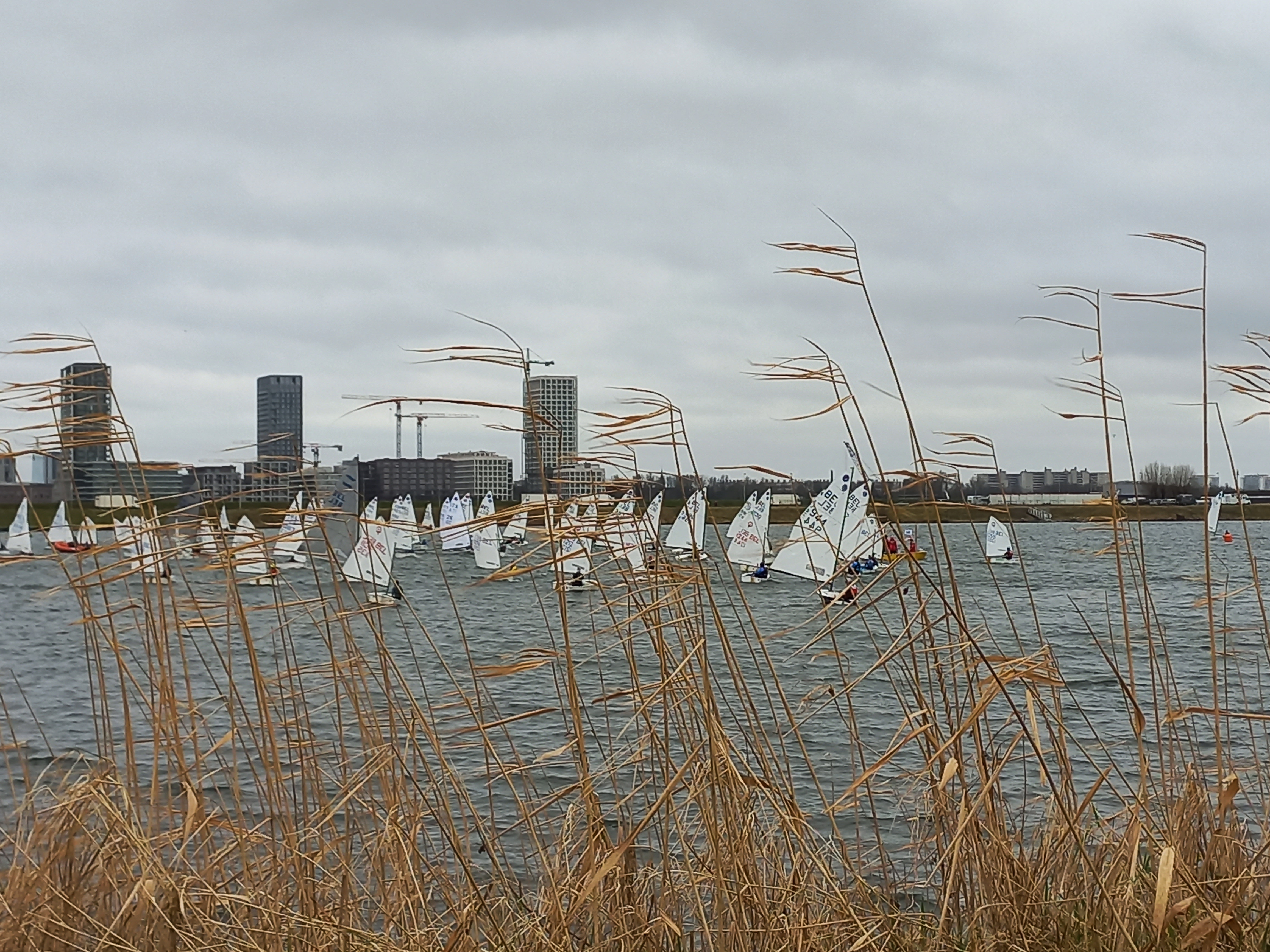
Galgenweel

Het weel is ongeveer 40 ha groot. De diepte varieert van 2 tot 15 meter, en heeft een oeverlengte van 3500 meter. Het is vooral bekend vanwege de zeilsport in kleine bootjes en hengelsport. Het is de thuisbasis van verschillende zeilclubs met activiteiten als zeilscholingen, wedstrijden, een wakeboardclub en recreatie. Recreatief zwemmen is verboden wegens gevaarlijke omstandigheden. De bodem is onregelmatig, en er zijn diepe putten die zorgen voor grote temperatuurverschillen. Sinds de zomer van 2023 is zwemmen wel in clubverband met toeziende redder toegestaan. Het meer is ontstaan na een dijkdoorbraak en staat via een sluis in verbinding met de Zeeschelde zodat het een brakwaterplas kan blijven. In 2020 werd een nieuwe sluis in gebruik genomen ter vervanging van de oorspronkelijke uit 1938. Bij hevige regenval stroomt overtollig water naar de Schelde en bij droogte kan de stroomrichting omgekeerd worden om het waterpeil voldoende hoog te houden. Er werd tegelijk een tuimeldijk als waterkering aangelegd.
In 2017 werd het aangrenzende 12 ha grote Galgenweelpark geopend. Rond het meer werd een loopparcours van 3,5 km aangelegd, waarvan een deel Finse piste. 
Zie ook Zicht op Antwerpen met de bevroren Schelde.